# Сантос Монтехо, Эдуардо
Эдуа́рдо Са́нтос Монте́хо (исп. Eduardo Santos Montejo; 28 августа 1888, Богота — 24 марта 1974, Богота) — президент Колумбии в 1938-42 годах. Член Колумбийской либеральной партии.

## Биография
Эдуардо Сантос Монтехо родился в 1888 году в Боготе. Его отец, Франциско Сантос Гальвис, изучал право в Университете Росарио, занимался юридической и издательской практикой, а также членствовал в Палате представителей и был сенатором. Пойдя по стопам отца, Эдуардо сначала поступил в Университет Росарио, однако позже перевёлся в Национальный университет Колумбии, который закончил по специальности права. Впоследствии он изучал литературу и социологию в Парижском университете.
По возвращении в Колумбию, Эдуардо Сантос начал принимать активное участие в политической жизни Колумбии. Так, он был одним из основателей Республиканского союза, политической коалиции, просуществовавшей до 1921 года.
Его карьера в журналистике началась, когда его друг, Альфонсо Рестрепо, в 1911 году основал газету «El Tiempo» для продвижения республиканских идей. Сантос появился в качестве автора со второго номера. Впоследствии он выкупил газету в 1913 году, а позже под его руководством издательство стало крупнейшим в стране.
После коллапса Республиканского союза Эдуардо перешёл в Либеральную партию. В 1930 году руководил избирательной кампанией Энрике Олайи Эрреры. После победы на выборах Олайя предложил Сантосу пост министра иностранных дел (занимал должность в 1930 году) и губернатора департамента Сантандер (1931-32). В период президентства Альфонсо Лопеса Пумарехо он возглавлял колумбийскую делегацию в Лиге Наций, в частности, участвовал в разрешении пограничного конфликта между Колумбией и Перу. Помимо этого, Эдуардо Сантос в течение двух лет занимал пост председателя Сената.
В 1938 году он был выставлен кандидатом на президентских выборах от Либеральной партии. Из-за отказа от участия консерваторов выборы оказались безальтернативными. В своей инаугурационной речи Эдуардо Сантос сделал акцент на необходимости свободного политического взаимодействия и отсутствия цензуры. Поэтому в период его президентства либеральные и консервативные силы имели возможность открыто комментировать его политику.
В отличие от своего предшественника, Альфонсо Лопеса, с его «революцией действия» (Revolución en Marcha), период президентства Эдуардо Сантоса отметился куда менее радикальными реформами, а кроме того, активным взаимодействием с оппозицией. Так, с одной стороны, при нём государство продолжало принимать участие в экономической деятельности, стимулируя местных производителей и предпринимателей (например, был создан Национальный фонд кофе для укрепления Федерации производителей кофе, пострадавшей в годы Второй мировой войны), с другой стороны, Сантос поддерживал профсоюзное движение и выступал за совершенствование трудового законодательства.
Во внешней политике Сантос держал курс на активное дипломатическое, военное и экономическое сотрудничество с США. Так, Колумбия была в числе стран, получивших военную технику от Штатов по программе ленд-лиза. В начале Второй мировой войны президент Сантос объявил о нейтралитете Колумбии, хотя позднее, в декабре 1941 года было принято решение о разрыве отношений со странами Оси. Формально страна вступила в конфликт только в 1944 году.
После своего президентства Эдуардо Сантос возглавлял умеренную фракцию Либеральной партии, в частности, на президентских выборах 1946 года он поддержал кандидатуру Габриеля Турбая, в противовес более радикально настроенному представителю партии Хорхе Эльесеру Гайтану. Однако из-за такого раскола в партии на выборах победил кандидат от консерваторов, Мариано Оспина Перес. Впоследствии гайтанисты получили большинство на парламентских выборах 1947 года, в связи с чем Сантос передал управление партией Гайтану, а сам покинул страну.

После этого Сантос попеременно проживал то в Европе, то в США, то в Колумбии, окончательно он вернулся в родную страну в 1960 году. В 1974 году в возрасте 85 лет Эдуардо Сантос умер и был похоронен на Центральном кладбище Боготы.